# Бейнеткеш
Бейнетке́ш (каз. Бейнеткеш) — село у складі Толебійського району Туркестанської області Казахстану. Входить до складу сільського округу Бірінші Мамира.
У радянські часи існувало два населених пункти Сирганак та Чирайчи (Ширанши).
Населення — 943 особи (2021; 934 у 2009, 889 у 1999, 750 у 1989).